# Neichen (Bad Honnef)
Neichen ist ein Ortsteil von Aegidienberg, einem Stadtbezirk von Bad Honnef im nordrhein-westfälischen Rhein-Sieg-Kreis.

## Geographie
Neichen liegt im Westen der Gemarkung Aegidienberg auf einem von Süden nach Norden leicht abfallenden Bergrücken zwischen den Tälern des Logebachs im Westen und des Kochenbachs im Osten. Die Ortschaft umfasst Höhenlagen zwischen 280 und 290 m ü. NHN. Unmittelbar nördlich schließt sich Siefenhoven an und nach Süden besteht ein fließender Übergang zum Ortsteil Himberg, zu dessen geschlossener Ortschaft Neichen gezählt wird. Gemeinsam mit Himberg liegt Neichen am östlichen Ausgang des nach Bad Honnef hinabführenden Schmelztals, durch das die Landesstraße 144 verläuft. Westlich von Neichen erstreckt sich das Naturschutzgebiet Siebengebirge im Honnefer Stadtwald.

## Geschichte
Neichen trat erstmals 1698 schriftlich als Wohnort in Erscheinung, wobei sich der Name aus „zu/an/von“ Eichen entwickelte. An der Stelle der Ortschaft hatten sich schon zuvor Familien angesiedelt, deren Häuser jedoch zunächst zu Himberg und anschließend zeitweise zu Siefenhoven gezählt wurden. 1803 verzeichnete Neichen acht Wohnhäuser bzw. Hausnummern. Der Ort zählte zur Honschaft Himberg, einer von acht Honschaften, aus denen sich das Kirchspiel Aegidienberg spätestens seit Mitte des 18. Jahrhunderts bis zur Auflösung des Herzogtums Berg im Jahre 1806 zusammensetzte. Noch 1843 war für Neichen die Anzahl von weiterhin acht Wohngebäuden angegeben, in denen 42 Menschen lebten. Bis zum Jahre 1885 stieg die Anzahl deutlich auf 18 Wohngebäude und 60 Einwohner an.
| Grube       | Gewonnene Erze     |
| ----------- | ------------------ |
| Hochzeit    | Kupfer             |
| Gotteshülfe | Kupfer             |
| Kirmes      | Kupfer, Blei, Zink |
| Britannia   | Kupfer             |
| Kindtaufe   | Kupfer             |

Wie an zahlreichen anderen Stellen der Umgebung wurde auch bei Neichen Bergbau betrieben, wobei sich die auszubeutenden Vorkommen auf Kupfererzgänge konzentrierten. 1799 stellte ein Konsortium den Antrag (die sog. Mutung) für den Abbau von Eisenerz in einer Grube nahe dem Servatiushof an der westlich des Orts gelegenen Neichener Heide. 1854 war in diesem Bereich ein weiteres Grubenfeld verliehen worden, das den Namen „Kindtaufe“ trug und (nach einer Auflistung aus dem Jahre 1902) der Gewinnung von Blei-, Zink- und Kupfererz diente. Der Name „Britannia“ als Bezeichnung der Grube beim Servatiushof erschien spätestens ab 1870. Sie umfasste zwei parallel in Nord-Süd-Richtung verlaufende Erzgänge (Kupferkies und Zinkblende), die von 1902 bis 1908 durch einen Stollen erschlossen wurden. Eine weitere Kupfergrube in dem Abbaugebiet westlich von Neichen war unter dem Namen „Gotteshilfe“ (auch „Gotteshülfe“) verliehen. Letzter Pächter der Gruben war Alfred Mannesmann, der sie zwischen 1906 und 1908 nach der Erschließung kostengünstigerer Abbaustandorte stilllegte.
Als Neichen im Jahre 1963 bereits 154 Einwohner zählte, war der einstmals als Weiler verzeichnete Ortsteil im Zuge des spürbaren Bevölkerungswachstums der Nachkriegszeit im Aegidienberger Gemeindegebiet mit Himberg zusammengewachsen. Ende der 2000er-Jahre entstand zwischen Himberg und Neichen an der Abzweigung der Landesstraße 143 (Rottbitze–Aegidienberg–Oberpleis–Troisdorf) zur Landesstraße 144 (Himberg–Bad Honnef) ein gewerbliches Zentrum mit einem größeren Einzelhandelsstandort.

## Wappen

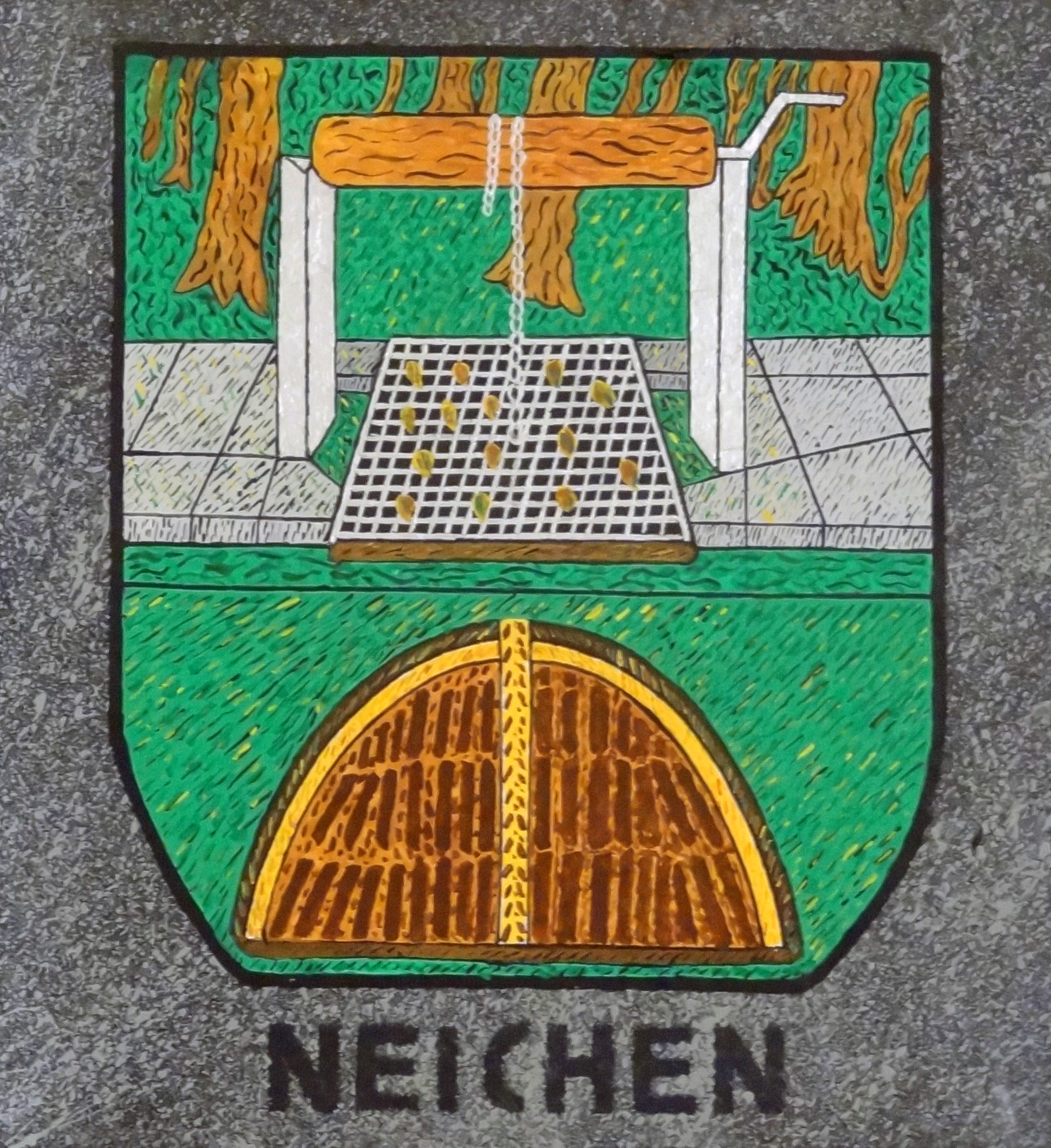
Schiefertafel als Ortswappen

2009 wurde durch den Künstler Richard Lenzgen eine Schiefertafel als Ortswappen von Neichen geschaffen. Sie zeigt im Vordergrund einen Kohlenmeiler als Hinweis auf die mit dem Erzbergbau verbundene Köhlerei. Darüber ist vor einer abgedeckten Grube ein mit einer Haspel ausgestatteter Seilzug abgebildet, der ebenfalls als Symbol für den Bergbau steht. Im Hintergrund weisen Waldbäume auf den nahegelegenen Honnefer Stadtwald und früheren Aegidienberger Gemeindewald hin.